# Лейк-Сэра (тауншип, Миннесота)
Лейк-Сэра (англ. Lake Sarah) — тауншип в округе Марри штата Миннесота, США. На 2000 год его население составило 348 человек.

## География
По данным Бюро переписи населения США площадь тауншипа составляет 93,8 км², из которых 85,1 км² занимает суша, а 8,7 км² — вода (9,30 %).

## Демография
По данным переписи населения 2000 года здесь находились 348 человек, 151 домохозяйство и 120 семей. Плотность населения — 4,1 чел./км². На территории тауншипа расположено 216 построек со средней плотностью 2,5 построек на один квадратный километр. Расовый состав населения: 99,71 % белых и 0,29 % приходится на две или более других рас.
Из 151 домохозяйства в 17,9 % воспитывались дети до 18 лет, в 76,2 % проживали супружеские пары, в 3,3 % проживали незамужние женщины и в 19,9 % домохозяйств проживали несемейные люди. 14,6 % домохозяйств состояли из одного человека, при том 4,6 % из — одиноких пожилых людей старше 65 лет. Средний размер домохозяйства — 2,30, а семьи — 2,54 человека.
16,7 % населения — младше 18 лет, 3,7 % — в возрасте от 18 до 24 лет, 25,6 % — от 25 до 44, 37,9 % — от 45 до 64, и 16,1 % — старше 65 лет. Средний возраст — 48 лет. На каждые 100 женщин приходилось 108,4 мужчин. На каждые 100 женщин старше 18 приходилось 104,2 мужчин.
Средний годовой доход домохозяйства составлял 43 125 долларов, а средний годовой доход семьи — 45 938 долларов. Средний доход мужчин — 36 625 долларов, в то время как у женщин — 21 429. Доход на душу населения составил 23 143 доллара. За чертой бедности находились 5,0 % семей и 3,0 % всего населения тауншипа.